# Bahadzia yagerae
Bahadzia yagerae is een vlokreeftensoort uit de familie van de Hadziidae. De wetenschappelijke naam van de soort is voor het eerst geldig gepubliceerd in 1995 door Ortiz & Perez.